# Christiane Singhammer
Christiane Singhammer (* 1. Februar 1981 in Freilassing) ist eine deutsche Monoski-Rennsportlerin. Sie wurde ohne Beine geboren und ist auf den Rollstuhl angewiesen. Sie ist als Verwaltungsfachangestellte bei der Stadtverwaltung Laufen angestellt. Seit Dezember 2000 ist sie als Monoski-Rennsportlerin der Klasse LW12/2 Ski-Alpin im Kader des Deutschen Behindertensportverband (DBS).

## Sportliche Erfolge
In ihrem ersten Rennen im Pitztal errang sie im Slalom den ersten Platz im Europacup Winter 2000/2001. Unter anderem durch ihren Erfolg im Riesentorlauf erreichte sie Platz 3 in der Gesamtwertung. 
Nach einer Verletzungspause in der Saison 2001/2002 erreichte Singhammer bei den Paralympischen Spielen in Salt Lake City den vierten Platz im Riesenslalom.
In der Rennsaison 2002/2003, gleichzeitig die Qualifikationssaison für die Weltmeisterschaft im Folgejahr, konnte sich Christiane Singhammer in den Weltcupgesamtwertungen vom sechsten auf den vierten Rang verbessern. Zusätzlich erreichte sie im Slalom-Europacup den zweiten Platz.
Während der Saison 2003/2004 errang sie neben Erfolgen in den Europacup- und den Weltcup-Wettbewerben die Vizeweltmeisterschaft im Slalom in der Wildschönau in Österreich. Daneben belegte sie den fünften Platz im Riesenslalom und den sechsten Platz im Super-G.